# Marc Crosas
Marc Crosas Luque (San Felíu de Guixols, 9 de enero de 1988) es un exfutbolista español naturalizado mexicano. Jugaba de centrocampista y actualmente es analista deportivo en la cadena de televisión TUDN en México y Estados Unidos, además de ser el Director deportivo de la Américas Kings League.

## Trayectoria
A los 13 años entró a la cantera del FC Barcelona, participando desde los infantiles hasta alcanzar el FC Barcelona B en el 2006.

### F. C. Barcelona
Debutó con el primer equipo del FC Barcelona contra Rohan el 8 de diciembre de 2006 en un partido de Copa del Rey de la temporada 2006/2007, sustituyendo a Andrés Iniesta en el minuto 76. En diciembre de 2006, Frank Rijkaard, entrenador del FC Barcelona, lo incluyó en la lista para jugar el Mundial de clubes. Participó en la Copa Cataluña de la temporada 2006-07. Debutó en la Liga de Campeones de la UEFA en un partido contra el VfB Stuttgart el 12 de diciembre de 2007 en el Camp Nou. En enero de 2008 se confirma su cesión al Olympique de Lyon francés.

### Olympique de Lyon
El 11 de enero de 2008, Barcelona y Lyon llegan a un acuerdo del alto al fuego, Crosas jugaría cedido en el campeón francés hasta el final de la temporada. Crosas hizo su debut en la Ligue 1 con el Lyon el 20 de enero de 2008.

### Celtic de Glasgow

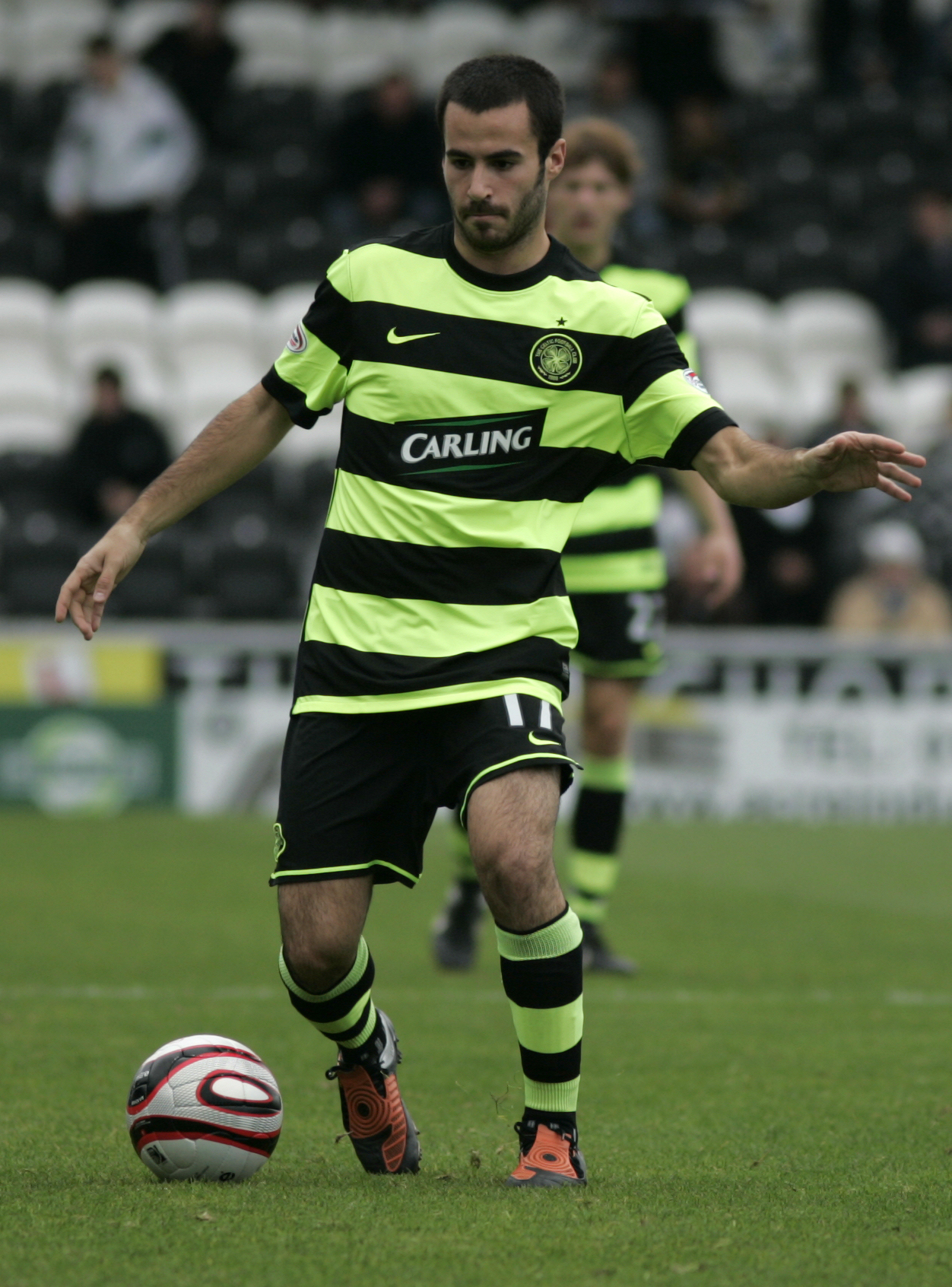
Crosas con la camiseta del Celtic de Glasgow.

El día 5 de agosto se confirma su traspaso al Celtic de Glasgow para las 4 siguientes temporadas, por una cantidad inicial de medio millón de euros más 900.000 euros variables. El FC Barcelona se reserva una opción de compra tuja en las dos siguientes temporadas. Él fue exhibido en el Celtic Park antes del partido con Saint Mirren. Hizo su debut sustituyendo a Scott Brown contra el Falkirk en Celtic Park el 23 de agosto de 2008. El 4 de octubre, fue galardonado con el hombre del partido por su actuación contra Hamilton Academical. El 28 de febrero de 2009, Crosas anotó su primer gol del Celtic en la victoria por 7-0 ante el Saint Mirren, un potente disparo desde 30 metros. También fue elegido mejor jugador joven del Celtic de la temporada.
En la temporada 2009-10, Crosas no fue inicialmente un titular habitual en el medio campo como Massimo Donati y Landry N'Guémo.Tras el traspaso de Massimo Donati, Crosas tuvo la oportunidad de brillar y forjó una exitosa asociación con N'Guemo, convirtiéndose en un elemento básico del Celtic once inicial.
Al comienzo de la temporada 2010-11, Crosas cayó en desgracia bajo el nuevo entrenador del Celtic Neil Lennon, pero el 22 de septiembre, salió de la banca para reemplazar a Joe Ledley en un 6-0 Copa de la Liga sobre Inverness Caledonian Thistle.

### Volga Nizhny Novgorod

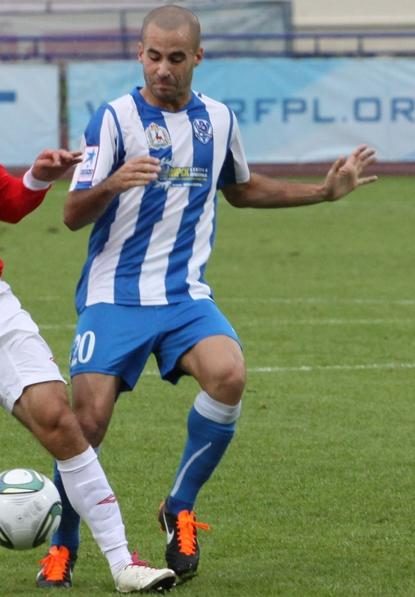
Crosas jugando con el Volga Nizhny.

El día 18 de febrero de 2011 Marc Crosas oficializa su fichaje por el FC Volga Niznhy Novgorod empezando un nuevo periplo en la Russian Premier League. El día 2 de abril se estrena con su nuevo equipo jugando de titular en la derrota del FC Volga ante el Spartak de Moscú por 1-0.

### Santos Laguna
El día 13 de enero de 2012 Marc Crosas oficializa su fichaje por Santos Laguna de México según información del Presidente del Club Santos Laguna Alejandro Irarragorri.
Empieza su participación en el club jugando pocos minutos, fue aumentando debido a los compromisos del club tanto en el torneo mexicano como en la Copa de Campeones de Concacaf 2012, en ambos torneos se llegó a la final contra el Club Monterrey, se pierde en la final de Concachampions, mientras que en el torneo nacional, Crosas, con una destacada actuación, contribuye a lograr el triunfo, y por lo tanto, el campeonato.
Anotó su primer gol con el equipo de la comarca lagunera de penal el 19 de septiembre del 2012 en un partido de la Concacaf Liga Campeones contra el equipo de Club Deportivo Águila.

### Universidad de Guadalajara
El 15 de mayo de 2014, el D.T del equipo de los "Leones Negros" de la .U de G., Alfonso Sosa, dio a conocer que el exjugador del Santos Laguna fue transferido. Es uno de los pocos jugadores del club que ha jugado todos los minutos en el Apertura 2014. Anotó su primer gol en Primera División el 27 de septiembre, en la derrota de su equipo 2-1 ante Monarcas.

### Cruz Azul
El 10 de junio del 2015 durante el draft, Llega como primer refuerzo de Cruz Azul proveniente de Leones Negros de la Universidad de Guadalajara en forma de préstamo con opción de compra.

## Selección nacional
No llegó a debutar con la selección absoluta de España, pero fue internacional español en categorías sub-17, sub-19 y sub-21, en donde tiene 8, 4 y 1 partidos jugados respectivamente. Consiguió el campeonato en la Eurocopa Sub-19 del 2007 y participó en la Eurocopa Sub-21 del 2009.

## Estadísticas

### Clubes
Actualizado al último partido jugado el 10 de mayo de 2014.
| Barcelona España |               |               |     |    |    |    |    |    |     |   |
| 1.ª | 2006/07       | 0             | 0   | 1  | 0  | 0  | 0  | 1  | 0   |   |
| 1.ª | 2007/08       | 0             | 0   | 2  | 0  | 1  | 1  | 3  | 1   |   |
| Total club | Total club    | 0             | 0   | 3  | 0  | 1  | 0  | 4  | 1   |   |
| Olympique de Lyon Francia |               |               |     |    |    |    |    |    |     |   |
| 1.ª | 2007/08       | 8             | 0   | 0  | 0  | 0  | 0  | 8  | 0   |   |
| Total club | Total club    | 8             | 0   | 0  | 0  | 0  | 0  | 8  | 0   |   |
| Celtic Escocia |               |               |     |    |    |    |    |    |     |   |
| 1.ª | 2008/09       | 18            | 1   | 4  | 0  | 0  | 0  | 22 | 1   |   |
| 1.ª | 2009/10       | 17            | 0   | 6  | 0  | 3  | 0  | 26 | 0   |   |
| 1.ª | 2010/11       | 1             | 0   | 2  | 0  | 0  | 0  | 3  | 0   |   |
| Total club | Total club    | 36            | 1   | 12 | 0  | 3  | 0  | 51 | 1   |   |
| Volga Nizhni Nóvgorod · Rusia |               |               |     |    |    |    |    |    |     |   |
| 1.ª | 2011/12       | 26            | 0   | 2  | 0  | 0  | 0  | 28 | 0   |   |
| Total club | Total club    | 26            | 0   | 2  | 0  | 0  | 0  | 28 | 0   |   |
| Santos Laguna · México |               |               |     |    |    |    |    |    |     |   |
| 1.ª | 2011/12       | 15            | 0   | 0  | 0  | 5  | 0  | 20 | 0   |   |
| 1.ª | 2012/13       | 36            | 0   | 0  | 0  | 7  | 2  | 43 | 2   |   |
| 1.ª | 2013/14       | 19            | 0   | 5  | 0  | 1  | 0  | 25 | 0   |   |
| Total club | Total club    | 70            | 0   | 5  | 0  | 13 | 2  | 88 | 2   |   |
| Universidad de Guadalajara · México |               |               |     |    |    |    |    |    |     |   |
| 1.ª | 2014/15       | 36            | 1   | 2  | 0  | 0  | 0  | 38 | 1   |   |
| Total club | Total club    | 36            | 1   | 2  | 0  | 0  | 0  | 38 | 1   |   |
| Cruz Azul · México |               |               |     |    |    |    |    |    |     |   |
| 1.ª | 2015/16       | 7             | 1   | 2  | 0  | 0  | 0  | 9  | 1   |   |
| Total club | Total club    | 7             | 1   | 2  | 0  | 0  | 0  | 9  | 1   |   |
| Tenerife · España |               |               |     |    |    |    |    |    |     |   |
| 2.ª | 2016/17       | 14            | 0   | 1  | 0  | 0  | 0  | 15 | 0   |   |
| Total club | Total club    | 14            | 0   | 1  | 0  | 0  | 0  | 15 | 0   |   |
| Tampico Madero · México |               |               |     |    |    |    |    |    |     |   |
| 2.ª | 2016/17       | 12            | 0   | 0  | 0  | 0  | 0  | 12 | 0   |   |
| Total club | Total club    | 12            | 0   | 0  | 0  | 0  | 0  | 12 | 0   |   |
| Total carrera | Total carrera | Total carrera | 197 | 3  | 27 | 0  | 17 | 3  | 241 | 6 |
| (1)Incluye datos de la Copa del Rey, Copa de Escocia, Copa de la Liga de Escocia, Copa de Rusia y Copa México (2)Incluye datos de la Liga de Campeones de la UEFA (2007/08), Liga Europea de la UEFA (2009/10), Concacaf Liga de Campeones (2011/12, 2012/13) y Copa Libertadores de América (2014) |               |               |     |    |    |    |    |    |     |   |

## Palmarés

### Campeonatos nacionales
| Título                     | Club           | País    | Año  |
| -------------------------- | -------------- | ------- | ---- |
| Supercopa de España        | FC Barcelona   | España  | 2006 |
| Ligue 1                    | Olympique Lyon | Francia | 2008 |
| Copa de Francia            | Olympique Lyon | Francia | 2008 |
| Copa de la Liga de Escocia | Celtic Glasgow | Escocia | 2009 |
| Primera División de México | Santos Laguna  | México  | 2012 |

### Campeonatos internacionales
| Título          | Club                      | País    | Año  |
| --------------- | ------------------------- | ------- | ---- |
| Eurocopa Sub-19 | Selección Española Sub-19 | Austria | 2007 |